# Get Ready! (2 Unlimited)
Get Ready! è l'album di debutto del duo di musica dance olandese 2 Unlimited, pubblicato nel 1992 dall'etichetta discografica Byte Records.
Dal disco sono stati estratti, nell'ordine, i singoli Get Ready for This, Twilight Zone, Workaholic e The Magic Friend.
L'album è stato prodotto da Jean-Paul DeCoster e Phil Wilde.

## Tracce
1. Get Ready for This – 3:42 (Phil Wilde, Jean-Paul De Coster, Ray Slijngaard)
2. Twilight Zone – 4:10 (Phil Wilde, Carlos Meire, June Rollocks, Jean-Paul De Coster)
3. The Magic Friend – 4:30 (Peter Neefs, Ray Slijngaard)
4. Contrast – 3:40 (Phil Wilde, Jean-Paul De Coster)
5. Rougher Than the Average – 4:07 (Phil Wilde, Jean-Paul De Coster, Anita Danielle Doth, Jan Voermans, Ray Slijngaard)
6. Workaholic – 4:10 (Phil Wilde, Phil Sterman, Lov Cook, Ray Slijngaard)
7. Delight – 3:42 (Jean-Paul De Coster, Ray Slijngaard)
8. Get Ready for This (versione strumentale) (Rio & Le Jean Remix) – 3:06 (Phil Wilde, Jean-Paul De Coster, Ray Slijngaard)
9. Twilight Zone (versione strumentale) – 4:09 (Phil Wilde, Carlos Meire, June Rollocks, Jean-Paul De Coster)
10. The Magic Friend (versione strumentale) – 3:30 (Peter Neefs, Ray Slijngaard)
11. Rougher Than the Average (versione strumentale) – 4:07 (Phil Wilde, Jean-Paul De Coster, Anita Danielle Doth, Jan Voermans, Ray Slijngaard)
12. Workaholic (versione strumentale) – 4:10 (Phil Wilde, Phil Sterman, Lov Cook, Ray Slijngaard)
13. Delight (versione strumentale) (Jean-Paul De Coster, Ray Slijngaard)
14. Desire – 4:30 (Phil Wilde, Peter Bauwens, Michael Leahy)
15. Eternally Yours – 4:30 (Phil Wilde, Xavier Clayton, Peter Bauwens)

## Classifiche
| Classifica (1992) | Posizione raggiunta |
| ----------------- | ------------------- |
| Australia         | 10                  |
| Paesi Bassi       | 12                  |
| Svezia            | 27                  |
| Regno Unito       | 37                  |
| Stati Uniti       | 197                 |